# Liberty City (Grand Theft Auto)
Pour les articles homonymes, voir Liberty City.
Liberty City est une ville fictive américaine, principalement inspirée de New York, issue de la série de jeux vidéo Grand Theft Auto éditée par Rockstar Games. Il s'agit d'un archipel constituant une grande ville située aux États-Unis. Trois versions de Liberty City sont apparues dans la franchise. La première version apparait dans le l'épisode introduisant la série, Grand Theft Auto (univers 2D) ; la ville est relativement similaire de par sa forme et sa géographie à New York et est composée de plusieurs îles. L'État du New Jersey y apparait déjà sous le nom de New Guernsey.
Dans Grand Theft Auto III ainsi que dans Advance, Liberty City Stories et brièvement dans San Andreas (univers 3D), la ville est avant tout la représentation d'une grande métropole américaine, s'inspirant de celles de la côte est et du Midwest (New York toujours mais également Chicago, Philadelphie, Détroit, Baltimore, Pittsburgh),.
Avec Grand Theft Auto IV ainsi que The Lost and Damned, Chinatown Wars et The Ballad of Gay Tony (univers HD), la ville reproduit désormais exactement New York (excepté Staten Island) et la caricature, sans oublier la banlieue du New Jersey, appelée Alderney cette fois.
Dans chaque version de la ville, Liberty City est montrée comme une très grande ville avec une population de plusieurs millions d'habitants (4 millions dans GTA III, le double dans GTA IV), avec une infrastructure se composant de routes, métros et trains, ou encore aéroports, et le modèle principal reste New York. La ville y est décrite comme abritant beaucoup d'organisations criminelles, des gangs et criminels de rue, et une corruption omniprésente. Fusillades et attentats touchent souvent la ville.
Liberty City se situe dans le même univers que Vice City, Carcer City (Manhunt) et San Andreas (et par extension Los Santos, San Fierro et Las Venturas). Il s'agit par ailleurs de la ville la plus utilisée dans la franchise : sur seize jeux, huit s'y déroulent et deux autres la font apparaître au cours d'une cinématique ou d'une mission.

## Étymologie et caractéristiques
Le nom de « Liberty City » signifie littéralement « Ville de la liberté », évoquant un sentiment de liberté et d'opportunité, un endroit où tout est possible. Le nom est un clin d'œil à la cité américaine de New York en raison de la présence de la statue de la Liberté. C'est aussi à New York que démarrait pour beaucoup d'Européens le rêve américain. Au fil des différents jeux Grand Theft Auto, Liberty City évolue et change, reflétant l'évolution de l'époque et de la franchise elle-même. 

## Univers 2D

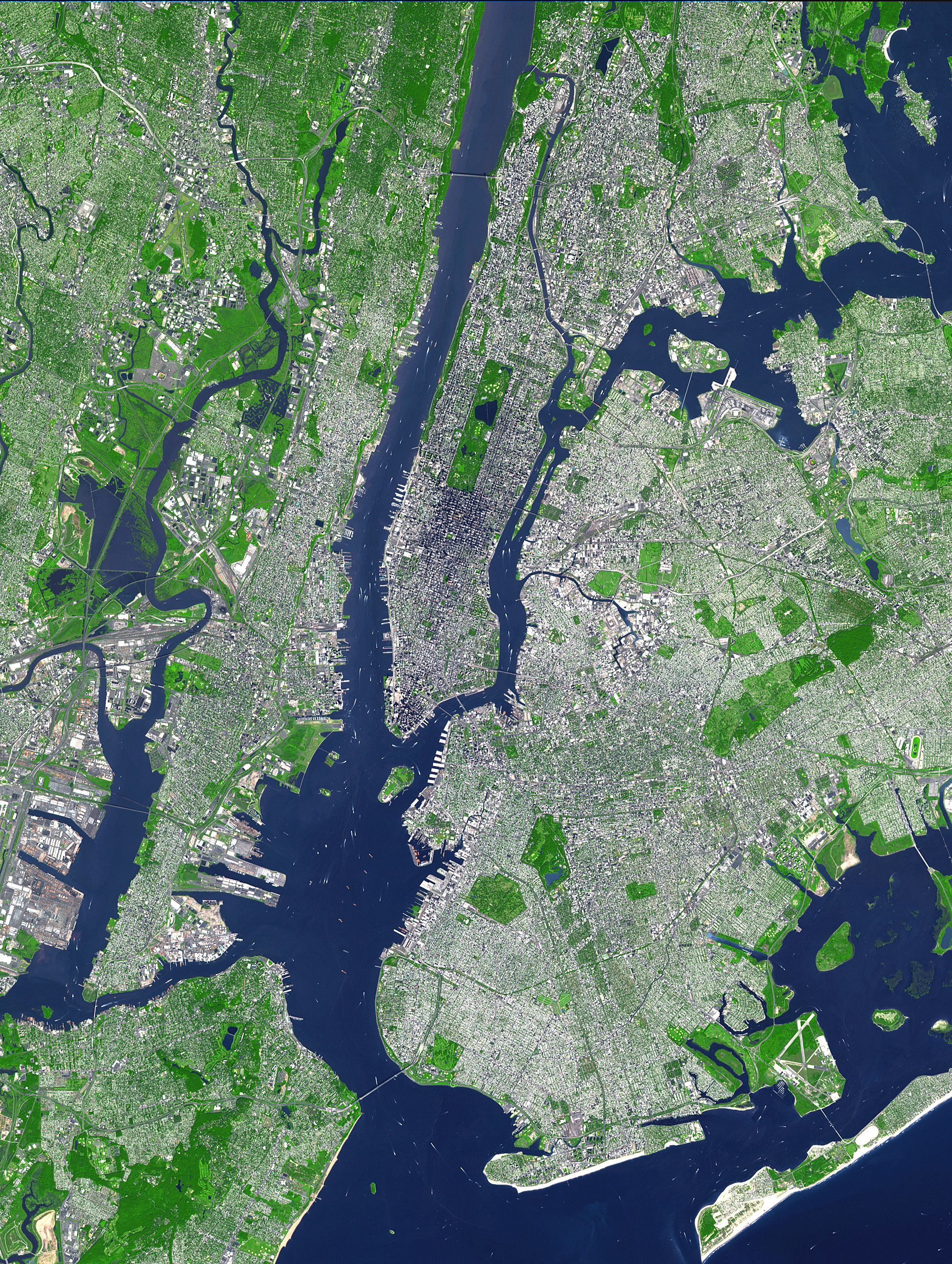
Cette version de Liberty City est très similaire géographiquement à la ville de New York.

Liberty City apparait pour la première fois dans Grand Theft Auto. La géographie de la ville et l'alignement des îles ressemble fort à New York, avec deux îles principales, ressemblant à Manhattan au centre (avec un grand parc au centre, une référence à Central Park), et plusieurs petites îles, connectées par des ponts aux grandes îles. Les trains aériens sont aussi présents. L'action du jeu se déroule en 1997.
Différentes villes de l'État du New Jersey ainsi que plusieurs quartiers et arrondissements de la ville de New York sont donc reproduits avec une vue du dessus : West Shore (Eaglewood, Hackenslash, Fort Law, Schlechberg, Guernsey City, New Guernsey), Central Island (Nolaw, Island Height, Park, Island City (Lower Manhattan ou Midtown Manhattan)), Minor Islands (Law Island (Ward's Island et Randall's Island), Nixon Island), East Shore (Estoria, Kings, Ardler, Brocklyn, Tellberg, Brocklyn Docks) et Northeast Shore (Brix, Island View).

## Univers 3D
Le Liberty City de l'univers 3D est l'endroit où se déroule Grand Theft Auto III, Advance et Liberty City Stories. Cependant, dans San Andreas, le joueur est amené à y retourner brièvement pendant une mission qui se déroule en hiver avec la présence de neige. La ville est basée sur plusieurs grandes villes de l'est américain en général (Chicago, New York et Philadelphie). Selon Aaron Garbut, directeur artistique de Grand Theft Auto IV, le Liberty City de Grand Theft Auto III n'est pas censé représenter New York, mais en contient plutôt des éléments, avec celles de Philadelphie, de Boston ou de n'importe quel endroit de la côte est. « Certains éléments ressemblaient à Détroit ou à Chicago, parce qu'à ce moment-là, nous essayions simplement de créer un monde en 3D », explique-t-il. 
Selon le manuel du jeu Liberty City Stories, la ville fut construite en 1798 et 4 millions d'habitants y vivent. Cette version de Liberty City n'a rien à voir avec celle de GTA premier du nom, ni Grand Theft Auto IV, et est un État supposé s'appeler « Liberty State ». La boîte du jeu Grand Theft Auto III indique la devise de la ville comme suit : « The worst place in America » (« le pire endroit d'Amérique »). Le journal de la ville est le Liberty Tree. La police est sous le nom de  « Liberty City Police Departement (LCPD) » et également « National Office of Security Enforcement (NOOSE) ». Liberty City est divisée en 3 îles : Portland Island, Staunton Island, et Shoreside Vale. Il existe également une petite île, Portland Rock, qui fait en fait partie de Portland.
En 2023, pour célébrer ses 25 ans, Rockstar Games lance une mise à jour sur Grand Theft Auto Online ajoutant des éléments présent de le Liberty City de Grand Theft Auto III et IV.

### Description

#### Portland Island
Portland Island est l'île la plus à l'est et c'est le secteur industriel. Portland est surement l'endroit où la violence règne le plus dans la ville. Triades, Leone et autres Diablos se partagent l'île, dans une guerre sanglante. Il devient pratiquement impossible au joueur, une fois qu'il est devenu ennemi des Leone, de circuler tranquillement dans le quartier de Saint Mark's (sauf dans Liberty City Stories, car le joueur est allié avec eux). Une caserne de pompiers, un hôpital et un poste de police est présent, comme sur chaque île. C'est ici que le joueur commence dans GTA III, Liberty City Stories, et GTA Advance. Le Portland El, que le joueur peut prendre librement pour accéder rapidement aux différents quartiers de la ville, parcourt Portland. Il existe également une station de métro dans le « Red Light District ». Un tunnel mystérieux peut être trouvé également derrière un concessionnaire de voiture.
- Atlantic Quays est le quartier portuaire de l'île.
- Le pont Callahan fait la liaison entre Portland et Staunton.
- Chinatown est un quartier industriel, où les triades sont très présentes.
- Harwood est un quartier assez peu développé, où l'on trouve un concessionnaire, une station d'essence, ou encore une déchèterie.
- Hepburn Heights est un quartier résidentiel au milieu de cette industrialisation, où les Diablos trainent.
- Portland Beach est une plage à l'est de l'île.
- Portland Harbor est un dock où l'on trouve de grands paquebots et des conteneurs.
- Portland Rock est à l'est de Portland, où un phare se trouve.
- Portland View est un quartier résidentiel, où se trouve l'hôpital et la station de police.
- Red Light District est un quartier où se trouve le Strip-Club de Luigi ainsi que des magasins adultes…
- Saint Mark's est le quartier des Leone, où se trouve la maison de Salvatore Leone ainsi que le restaurant de la mère de Toni Cipriani.
- Trenton est un quartier qui accueille notamment le garage de Joey, et d'autres business, comme une scierie.

#### Staunton Island
Staunton Island est l'île centrale et un district commercial, beaucoup de buildings se trouvent sur cette île, ce qui n'est pas sans rappeler Manhattan. La violence est toujours présence ici, bien que moindre qu'à Portland. C'est la seconde île accessible.
- Aspatria est un quartier au nord, où se trouve le stade de la ville. Les équipes de football des « Liberty City Cocks » et « Liberty City Beavers » y jouent.
- Bedford Point est le quartier commercial de la ville, modélisé sur Times Square.
- Belleville Park est un petit parc, avec des toilettes, un terrain de basket, et une maison.
- Fort Staunton est un grand quartier, mais totalement détruit en 1998 à la suite des bombes posées par Toni Cipriani. Le quartier est en totale reconstruction.
- Liberty Campus est le campus de l'université de la ville, on y trouve la station de metro
- Newport est un district commercial et résidentiel. Les Yardies dominent cette partie.
- Rockford est un district commercial à Staunton, assez calme.
- Torrington est un endroit commercial, mais aussi de grand buildings, et le seul casino de la ville. Les Yakuzas y trainent

#### Shoreside Vale
Shoreside Vale est l'île la plus à l'ouest de la ville, et est principalement un district résidentiel. C'est là que se trouve le Francis International Airport. L'île est la dernière accessible dans le jeu.
- Cedar Grove est sûrement le quartier le plus riche de toute la ville, où se trouvent de très belles maisons, surplombées par les collines. Staunton peut être aperçu au loin. Les Colombiens trainent dans les parages.
- Cochrane Dam est un barrage hydro-électrique, nommé en l'honneur d'un développeur de Rockstar qui s'appelle Adam Cochrane.
- Francis International Airport est un très grand aéroport qui contient une station de métro. L'aéroport est plus grand que celui de Vice City, Los Santos ou Las Venturas.
- Pike Creek est le seul quartier industriel de l'île, et où se trouvent tous les services d'urgence, et d'autres business.
- Wichita Gardens est un quartier résidentiel assez pauvre. Des appartements et HLM sont très présents, et des gangs de rue dominent cet endroit. C'est ici que Claude  aura un appartement.

Le Porter Tunnel est le tunnel souterrain qui relie toute la ville.

#### Main Land
Main Land est le 4e quartier supposé de Liberty City, il est surnommé aussi Ghost Town en raison du fait que le quartier n'ait pas été terminé. On peut accéder à ce quartier bugué avec un avion appelé Dodo qui se trouve a l'aéroport.

### Gangs
Dans le Liberty City de Grand Theft Auto III, de nombreux gangs se font la guerre continuellement pour tenter de prendre le contrôle de la ville. Le Cartel des Colombiens est devenu le gang le plus dangereux et le plus influent de la ville, contrôlant une bonne partie de la ville un bon moment. La Mafia Leone est la seule famille mafieuse à avoir résisté, continuant ainsi à se battre pour reprendre ces anciens territoires, restant ainsi l'un des gangs les plus dangereux de la ville. Les Yakuzas ont également progressé au niveau influence, et est le principal gang à se battre contre le cartel des Colombiens. Un an plus tôt dans Grand Theft Auto Advance, le scénario est le même, et les Yazukas livrent une guerre contre les Colombiens, la mafia tente toujours de s'imposer.
Dans le Liberty City de Liberty City Stories, soit 3 ans plus tôt, trois familles mafieuses (Les Leone, les Sindaccos et les Forelli) se partagent le contrôle de la ville. À cause d'une guerre entre les trois familles, orchestrés par les Siciliens, d'autres gangs apparaissent. Les gangs émergeant deviendront de plus en plus influents, causant ainsi la perte de contrôle de la Mafia dans la ville, et le début d'évènements futurs qui sera source de problèmes 3 ans plus tard. Les gangs à Liberty City sont : les mafias italiennes, russes et irlandaises (Leone, Sindacco, Forelli), la Triade, les Yakuzas, le Cartel des Colombiens, les Diablos, les Yardies, les Hoods, et les Bikers (disparition après l'interdiction des motos dans la ville).

## Univers HD

### Aperçu
La 5e apparition de Liberty City date de Grand Theft Auto IV. Sa conception est très différente des anciennes, étant largement plus copiée sur New York que les versions précédentes. La devise de la ville est toujours The Worst Place in America (« Le pire endroit d'Amérique »). Le maire de Liberty City à partir de 2008 est Julio Ochoa. Au cours du jeu, une campagne électorale est en cours pour le poste de gouverneur de l'État. John Hunter et Michael Graves en sont les deux principaux candidats mais aucun indice ne permet de savoir pour quel parti politique est l'un ou l'autre.
Au début du jeu, les ponts de la ville sont fermés en raison d'une menace terroriste, et si le joueur traverse l'un des barrages de la police il reçoit immédiatement 6 étoiles de recherche. Au cours du jeu, ils sont progressivement levés. La population de la ville est estimée à 8 millions d'habitants. Pendant le jeu, le joueur peut regarder la première partie d'un documentaire télévisé qui raconte l'histoire de Liberty City de sa création à la guerre civile. Le calendrier de la ville est ainsi en grande partie similaire à celui de New York. La zone de la future ville aurait d'abord été exploré en 1609 par Horatio Humboldt. Un poste de traite néerlandais est créé en 1625 sur Algonquin Sud, qui devint vite un repaire de dealers. La ville fut nommée à l'origine New Rotterdam par les premiers colons néerlandais.

### Quartiers
Voici la liste des 4 boroughs de Liberty City dits « modernes » de Grand Theft Auto IV, The Lost and Damned, Chinatown Wars, et The Ballad of Gay Tony : Broker (Brooklyn), Dukes (Queens), Bohan (Bronx), et Algonquin (Manhattan) Staten Island n'est pas représentée dans le jeu.
| Quartier                                                     | Inspiré de        |
| ------------------------------------------------------------ | ----------------- |
| Broker (Inspiré de Brooklyn)                                 |                   |
| BOABO (Beneath the Offramp of the Algonquin Bridge Overpass) | DUMBO             |
| Downtown                                                     | Downtown Brooklyn |
| East Hook                                                    | Red Hook          |
| Outlook                                                      | Prospect Park     |
| South Slopes                                                 | Park Slope        |
| Schottler                                                    | Sunnyside         |
| Beechwood City                                               | Flatbush          |
| Hove Beach                                                   | Brighton Beach    |
| Firefly Projects                                             | Brownsville       |
| Firefly Island                                               | Coney Island      |
| Beachgate                                                    | Seagate           |

| Quartier                      | Inspiré de                             |
| ----------------------------- | -------------------------------------- |
| Dukes (Inspiré de Queens)     |                                        |
| Steinway                      | Astoria                                |
| Meadows Park                  | Flushing Meadows - Corona Park         |
| East Island City              | Long Island City                       |
| Meadow Hills                  | Forest Hills                           |
| Willis                        | Hollis                                 |
| Francis International Airport | Aéroport International John-F.-Kennedy |
| Cerveza Heights               | Corona de Jackson Heights              |

| Quartier                         | Inspiré de           |
| -------------------------------- | -------------------- |
| Algonquin (Inspiré de Manhattan) |                      |
| Castle Garden City               | Battery Park City    |
| Castle Gandens                   | Battery Park         |
| Chinatown                        | Chinatown            |
| City Hall                        | City Hall            |
| East Holland                     | Spanish Harlem       |
| Easton                           | Midtown              |
| Fishmarket North, South          | South Street Seaport |
| Happiness Island                 | Liberty Island       |
| Hatton Gardens                   | Tudor City           |
| Lancaster                        | Kips Bay             |
| Little Italy                     | Little Italy         |
| Lower Easton                     | Lower East Side      |
| Middle Park                      | Central Park         |
| Middle Park East                 | Upper East Side      |
| Middle Park West                 | Upper West Side      |
| North Holland                    | Harlem               |
| Northwood                        | Inwood               |
| Presidents City                  | Alphabet City        |
| Purgatory                        | Hell's Kitchen       |
| Star Junction                    | Times Square         |
| Suffolk                          | SoHo                 |
| The Exchange                     | Financial District   |
| The Meat Quarter                 | Meatpacking District |
| The Triangle                     | Flatiron District    |
| Varsity Heights                  | Morningside Heights  |
| Westminster                      | Greenwich Village    |

| Quartier                 | Inspiré de  |
| ------------------------ | ----------- |
| Bohan (Inspiré du Bronx) |             |
| Boulevard                | Concourse   |
| Chase Point              | Hunts Point |
| Fortside                 | Fordham     |
| Industrial               | Port Morris |
| Little Bay               | Throgs Neck |
| Northern Gardens         | Co-op City  |
| South Bohan              | South Bronx |

La statue de la Liberté, surnommée « statue de l'Hilarité » dans GTA IV.

La réalisation graphique de Liberty City semble entièrement basée sur la ville de New York. Les concepteurs du jeu ont notamment représenté, entre autres, des lieux célèbres, sous des noms déformés.

### Alderney

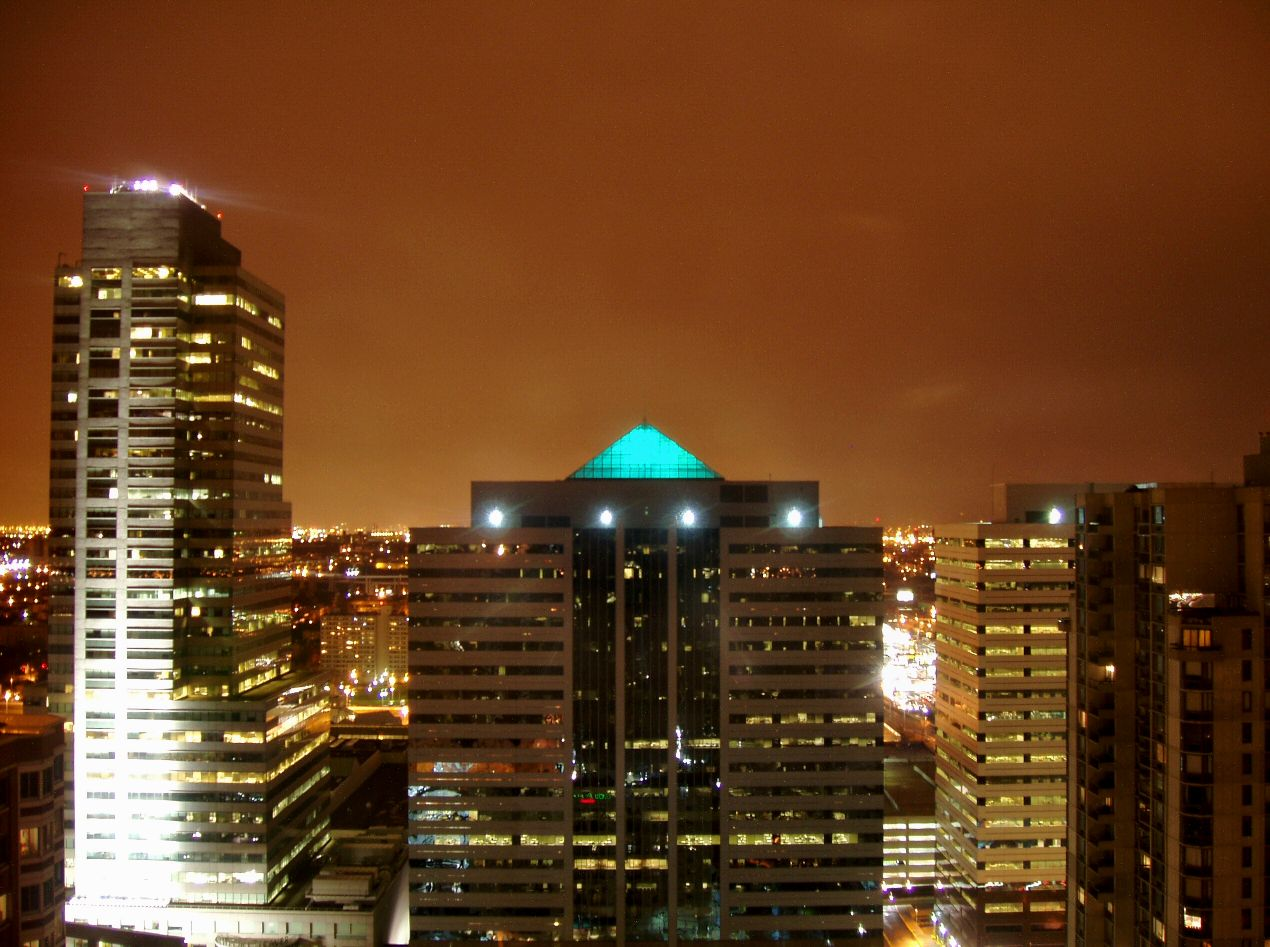
Alderney City est inspiré de Jersey City.

Un autre État est également présent, même s'il joue un rôle plus mineur dans Grand Theft Auto IV, il s'agit de l'État d'Alderney, qui est une inspiration de l'est de l'État du New Jersey. Alderney est un petit État situé à côté de l'État de Liberty. Alderney City occupe en grande partie l'État, et s'inspire aussi des villes de Newark et de Jersey City et on peut apercevoir plusieurs mini-répliques de villes du New Jersey : Weehawken, et Englewood. Alderney n'apparait pas dans Grand Theft Auto: Chinatown Wars.
Voici la liste des quartiers d'Alderney :
| Quartier et/ou ville                 | Inspiré de                      |
| ------------------------------------ | ------------------------------- |
| Alderney (Inspiré du New Jersey)     |                                 |
| Leftwood                             | Englewood                       |
| Westdyke                             | Weehawken                       |
| Acter                                | East Orange de Newark           |
| Normandy                             | Bayonne                         |
| Alderney City                        | Jersey City                     |
| Tudor                                | Elizabeth                       |
| Port Tudor                           | Port Elizabeth                  |
| Acter Industrial Park                | Port Johnson                    |
| Alderney State Correctional Facility | Northern State Prison de Newark |

### Monuments
- La statue de la Liberté prend le nom de statue de l'Hilarité (elle a un large sourire, et un cœur qui bat à l'intérieur (C'est un Easter egg de la part de Rockstar Games). Elle tient un frappucino à la place de la flamme et ressemble étrangement à Hillary Clinton, fermement opposée à la vente du jeu en raison de sa violence)
- DUMBO (Down Under the Manhattan Bridge Overpass) est le BOABO (Beneath the Offramp of the Algonquin Bridge Overpass), accompagné de son célèbre téléphérique rouge présent sur la jaquette mais presque inutile dans le jeu
- Times Square est Star Junction
- Central Park est Middle Park
- Le fleuve Hudson est l'Humboldt
- L'Empire State Building est la Rotterdam Tower
- Le Chrysler Building est représenté sous le nom de Zirconium Building
- Le MetLife Building est représenté sous le nom GetaLife (« Achète une vie » en anglais)
- Le Flatiron Building est représenté sous le nom de Triangle Building.
- Les One, Two, Three et Four World Financial Center
- L'Unisphere
- Le One Court Square
- Le Flushing Meadows-Corona Park est représenté sous le nom de Meadows Park.
- La Hearst Tower
- Le siège des Nations unies est visible à l'est d'Algonquin et s'appelle le Civilization Plaza.
- La cathédrale Saint-Patrick
- La New York Public Library
- L'aéroport international John-F.-Kennedy est présent dans le jeu sous le nom de Francis International Airport (le même nom que celui de GTA III)
- Le pont de Manhattan est présent dans le jeu sous le nom de Algonquin Bridge
- Le pont de Brooklyn est lui aussi présent dans le jeu sous le nom de Broker Bridge
- Le Lincoln Tunnel est présent sous le nom de Booth Tunnel et tire son nom de John Wilkes Booth, l'assassin d'Abraham Lincoln.
- Alderney City reprend les villes de Newark et Jersey City (New Jersey), il est possible de reconnaître des bâtiments de ces villes.
- Le NASDAQ devient également le BAWSAQ.

### Transports en commun
Liberty City possède son réseau de transports en commun qui comprend des bus et des lignes de métro. Appelé Liberty Transit Authority (LTA), il s'inspire largement du Metropolitan Transportation Authority (MTA) de New York, avec ses bus et son métro.
Tout comme le métro de New York, celui de Liberty City est essentiellement souterrain dans Algonquin/Manhattan (à part au nord dans les quartiers de Northwood/Inwood, North Holland/Harlem et East Holland/Spanish Harlem) et aérien dans les autres arrondissements comme Bohan/Bronx, Broker/Brooklyn et Dukes/Queens. Dans le jeu, on peut emprunter le métro pour 1 $ entre chaque station ; donc par exemple pour faire quatre stations, le prix est de 4 $.
Il existe également des taxis jaunes à travers toute la ville, que l'on peut emprunter. Tout comme le métro, les courses en taxi sont payantes.

### Gangs
Dans le Liberty City de Grand Theft Auto IV, les gangs ne sont pas apparents même s'ils sont présents dans la ville. Les principaux gangs de la ville sont : la mafia russe de Broker (famille Petrovic, famille Faustin, famille Bulgarin, famille Rascalov), la mafia irlandaise de Dukes (famille McReary), la mafia chinoise d'Algonquin) (familles Jaoming, Lee, Ming), la mafia coréenne (Alderney City), la mafia Albanaise (Broker et Bohan), les afro-américains (Bohan et Algonquin), les Angels of Death (Algonquin), les Lost (Alderney) , les Uptown Riders (Algonquin), les Midtown Gangsters (Bohan), les Spanish Lords (Bohan et Algonquin), les Jamaïcains (Broker) et les M.O.B (Algonquin).
Cinq mafias Italiennes se partagent la lutte à Liberty City (de la moins importante à la plus importante par ordre de puissance) :
- La famille Gambetti, basée à Broker et dirigée par Jon Gravelli. Inspiré de la famille Gambino
- La famille Pavano, basée à Algonquin et qui participe quelques fois à des affaires à Alderney, dirigée par Mario Pavano. Inspiré de la famille Genovese
- La famille Messina, basée à Dukes et dirigée par Harvey Messina. Inspiré de la famille Bonanno
- La famille Lupisella, basée à Bohan et dirigée par Mark « Loopy » Lupisella. Inspiré de la famille Lucchese
- La famille Ancelotti, basée à Little Italy et à Alderney City et dirigée par Giovanni Ancelotti. Inspiré de la famille Colombo

Ces cinq familles font partie du Conseil des Cinq Mafias de Liberty City. Une famille mafieuse, officieuse, essaye de se faire une place au conseil : la famille Pegorino, basée à Alderney et dirigée par Jimmy Pegorino, et est considérée par le Conseil comme un simple petit gang de South Alderney. Les gangs de Biker se partagent, eux aussi de leur côté, la lutte pour le contrôle d'Alderney, comme les Lost et les Angels of Death inspirés des Hells Angels et autres gangs de bikers.